# Odontobracon montanus
Odontobracon montanus är en stekelart som beskrevs av Cameron 1887. Odontobracon montanus ingår i släktet Odontobracon och familjen bracksteklar. Inga underarter finns listade i Catalogue of Life.